# Transports de l'Agglomération de Montpellier

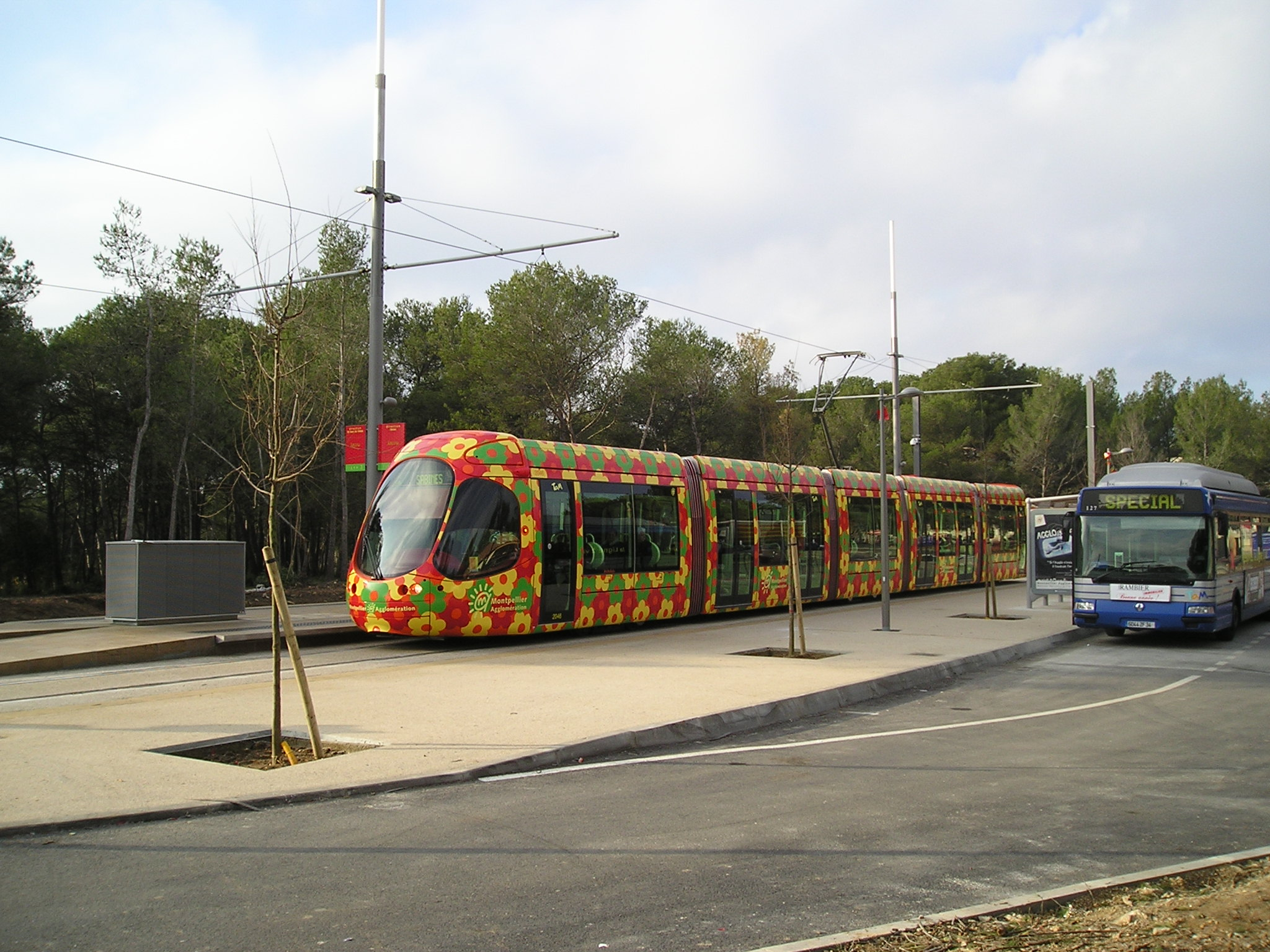
Montpellier: tram snodato Alstom Citadis della TAM sulla linea 2 ed autobus n. 127 della stessa azienda impegnato su una linea speciale

Transports de l'Agglomération de Montpellier, più nota con l'acronimo TAM, è l'azienda francese che svolge il servizio di trasporto pubblico autotranviario nella città di Montpellier e nel suo comprensorio.

## Storia
L'azienda è nata nel 2001, succedendo alla Société montpelliéraine de transport urbain (SMTU), costituita nel 
1978, che ha gestito solo collegamenti con autobus fino al 2000, quando è stata inaugurata la prima linea tranviaria. Alla fine del 2006 la TAM istituisce una seconda tranvia.

## Esercizio

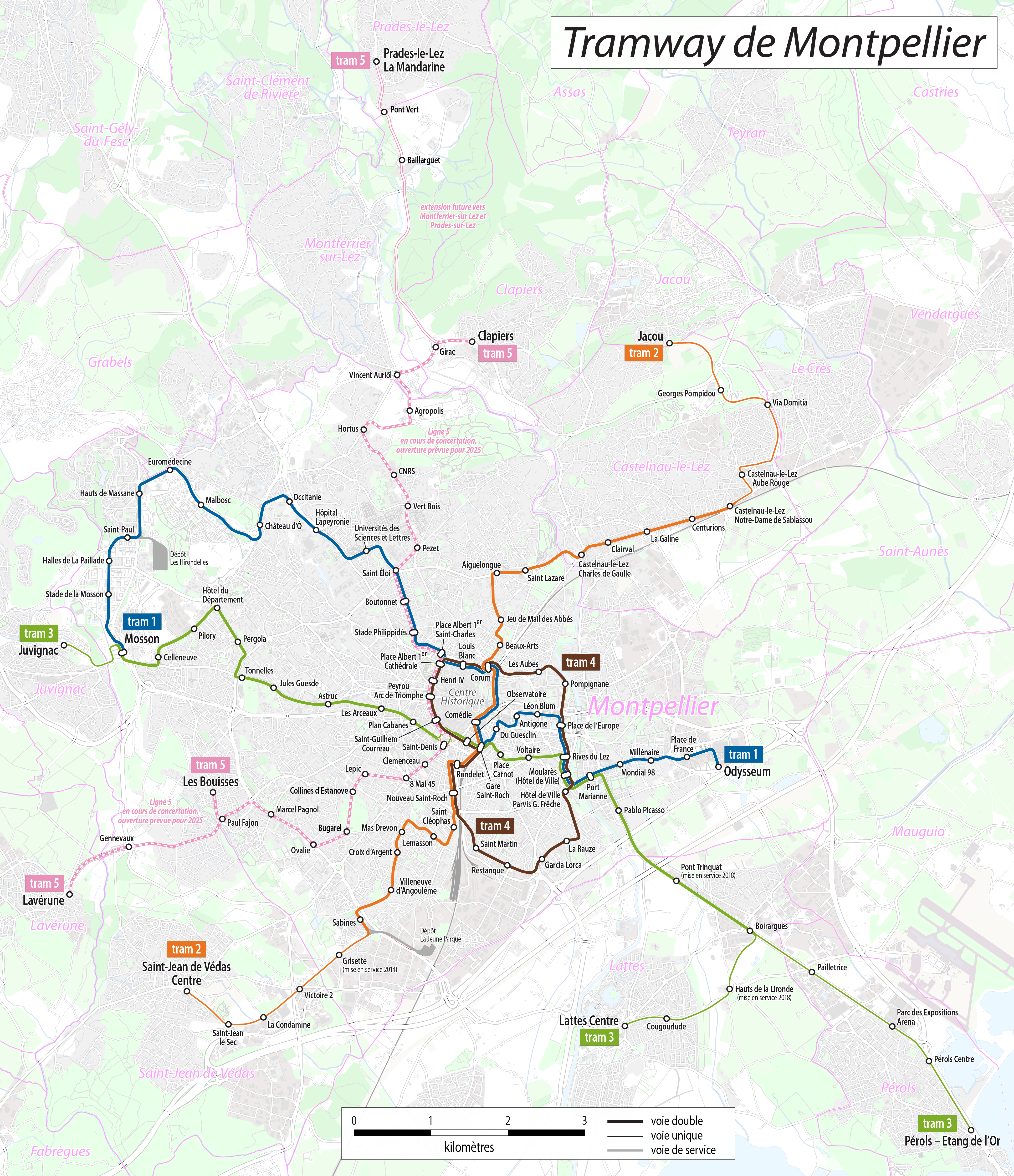
Rete tranviaria con estensioni future

L'azienda gestisce 2 tranvie (linee 1 e 2) e numerose autolinee: i mezzi hanno generalmente livrea azzurra, salvo i tram snodati della linea 2, con decorazione floreale policroma.
Linee tranviarie:
- Linea 1 Mosson-Odysseum
- Linea 2 Saint Jean De Vedas Centre-Jacou

## Sede legale
La sede è a 6, rue Jules Ferry - Montpellier.